# Théâtre de Balbus

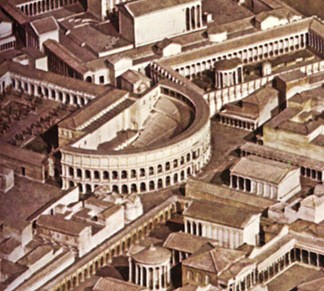
Le théâtre de Balbus, entre les temples de l'aire sacrée du Largo Argentina en bas et le portique d'Octavie en haut, maquette de Rome d'Italo Gismondi.

Le théâtre de Balbus (en latin : Theatrum Balbi) est un théâtre romain permanent construit en pierre et inauguré en 13 av. J.-C. Il est le troisième édifice de ce type à être érigé dans la ville antique de Rome. Le théâtre antique ne se réduit aujourd'hui qu'à quelques vestiges enterrés dans le sol urbain, dont une partie est visible dans le musée de la Crypta Balbi.

## Localisation
Le théâtre et son portique attenant sont construits sur le Champ de Mars, au sud-est du grand complexe de Pompée et de l'area sacra di Largo Argentina et au nord-ouest du théâtre de Marcellus. La localisation précise du monument a longtemps fait débat et a été l'objet de controverses, jusqu'en 1960 où le nouvel assemblage de fragments de la Forma Urbis permet l'identification certaine du théâtre. Les archéologues du début du XXe siècle, comme Rodolfo Lanciani, le situent sur le Monte Cenci, un peu plus au sud de sa localisation actuelle, où Piranèse affirme avoir vu les vestiges de gradins d'un théâtre. Cette observation, qui n'est pas remise en cause, pourrait constituer un indice permettant la localisation d'un autre édifice destiné aux spectacles dans la zone, l'amphithéâtre de Statilius Taurus. Quant aux vestiges des fondations semi-circulaires du théâtre, ils sont confusément identifiés à ceux des fondations du Circus Flaminius.

## Histoire

### Antiquité
Le théâtre de Balbus est érigé après le théâtre de Pompée, le plus grand de théâtre de Rome que Pompée fait construire en 55 av. J.-C., et après le théâtre de Marcellus, dont la construction est planifiée et amorcée par Jules César mais qui n'est achevée qu'en 13 av. J.-C. par Auguste.
Les travaux sont financés par le proconsul Lucius Cornelius Balbus Minor, originaire d'Espagne, qui utilise, avec l'approbation de l'empereur Auguste, le butin acquis lors de ses victoires contre les Garamantes en Afrique en 19 av. J.-C.,, Le théâtre est inauguré en 13 av. J.-C.

« Auguste [...] revint à Rome sous le consulat de Tibère et de Quintilius Varus. La nouvelle, répandue dans Rome, de son arrivée, coïncida avec les jours où Cornélius Balbus donnait des spectacles pour la dédicace du théâtre qui porte encore aujourd'hui son nom ; Balbus en conçut autant de fierté que si c'eût été lui qui eût dû ramener Auguste, bien que l'eau répandue par le Tibre débordé l'empêchât d'arriver à son théâtre autrement qu'en bateau, et aussi parce que, pour faire honneur à son théâtre, Tibère lui donna le premier tour de parole. »

— Dion Cassius, Histoire romaine, LIV, 25
En 80 apr. J.-C., un incendie détruit une partie de l'édifice qui est probablement restauré par Domitien, qui y fait placer des reliefs représentant une Gigantomachie. Les arcades de la façade abritent peut-être des tabernae, à l'instar du théâtre de Marcellus. Une inscription funéraire fait référence à un corinthiarius (un artisan qui travaille le bronze de Corinthe) dont la boutique devait se situer sous les arcades du théâtre ou dans le portique attenant. Selon Ausone, le théâtre est toujours utilisé au IVe siècle. Le théâtre bénéficie vraisemblablement d'une restauration durant l'une des trois préfectures urbaines d'Anicius Acilius Glabrio Faustus, entre 408 et 423,.

### Fouilles archéologiques
Le théâtre n'est que très peu mentionné par les auteurs antiques, seul Suétone s'y réfère brièvement, ne permettant pas pendant longtemps la localisation de l'ensemble monumental de Balbus dont les vestiges sont dissimulés sous les constructions médiévales et modernes. Il a fallu attendre la découverte et la reconstitution dans les années 1960 de fragments de la Forma Urbis correspondant à la zone du théâtre pour découvrir l'emplacement de l'édifice dont les premiers vestiges sont mis au jour lors des fouilles initiées en 1981 et qui se poursuivent encore actuellement. Il n'en reste pratiquement rien aujourd'hui, quelques éléments de la cavea sont disséminés dans les caves des édifices voisins, dont le Palazzo Caetani. Les murs des fondations en opus reticulatum sont relativement bien conservés et sont constitués de matériaux de premier choix.

### Musée de laCrypta Balbi
Le musée de la Crypta Balbi, ouvert en 2000, conserve les vestiges de ce monument, ainsi qu'une partie des collections du Musée national romain.

## Description

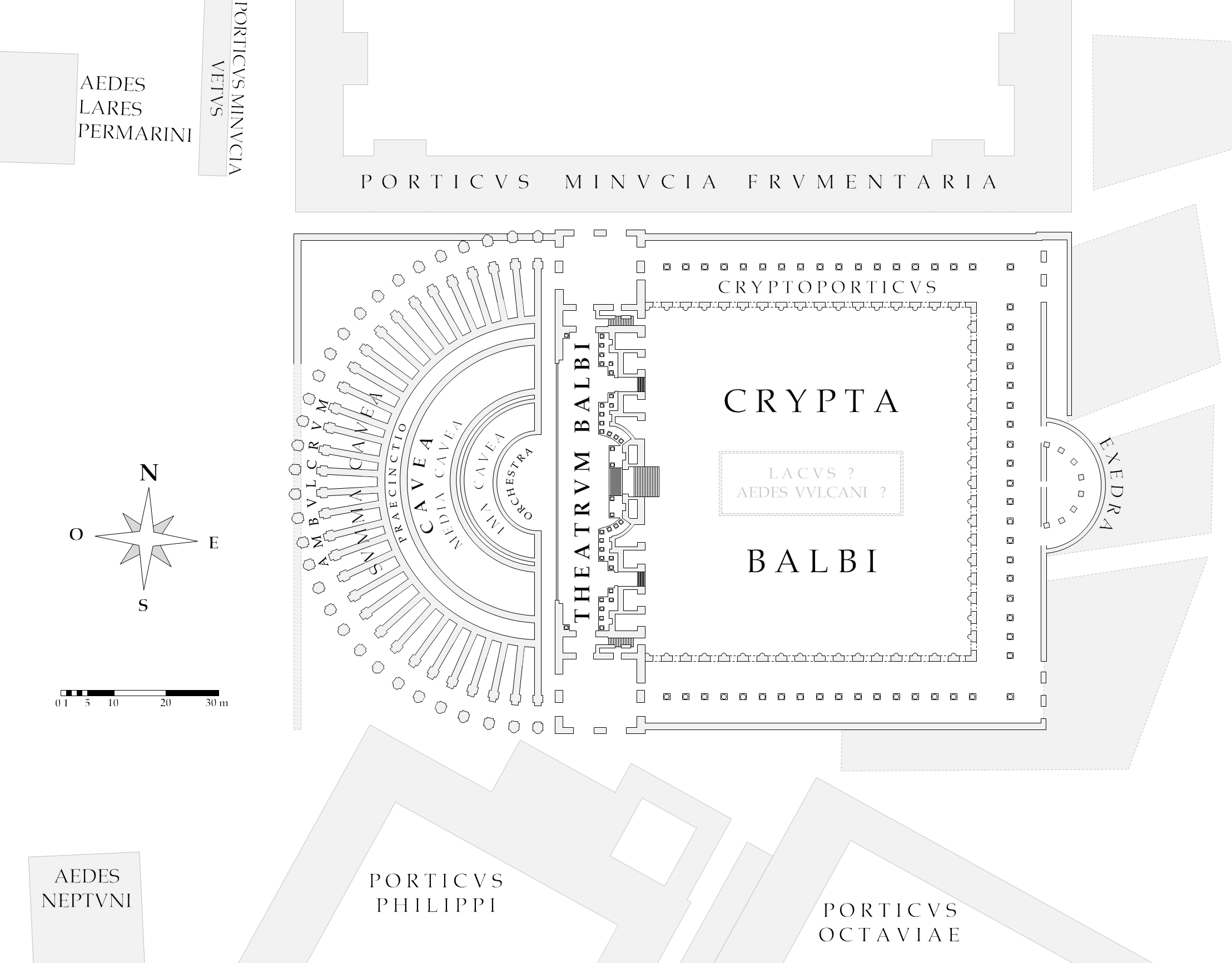
Plan du théâtre de Balbus et de la Crypta Balbi attenante,,.

### Orientation, dimensions et capacité
Le théâtre est construit sur un axe est-ouest, la façade externe semi-circulaire étant tournée vers l'ouest et le front de scène vers l'est. L'édifice est de dimensions relativement modestes par rapport aux deux autres théâtres voisins. Pour comparaison, les Régionnaires donnent 20 500 pieds de places assises (environ 15 100 places) pour le théâtre de Marcellus et 15 580 pour le théâtre de Pompée (soit environ 11 600 places), tandis que la capacité du théâtre de Balbus est évaluée à environ 8 500 spectateurs (soit 11 510 pieds de places assises).
Le diamètre des gradins (cavea) du théâtre de Balbus est d’environ 95 mètres,, alors que le théâtre de Pompée atteint 150 mètres et le théâtre de Marcellus 130 mètres,. Le théâtre s'élève sur trois niveaux avec, comme dans la plupart des grands édifices romains de cette époque, un étage inférieur d’ordre dorique, un second d'ordre ionique et un troisième étage d'ordre corinthien.

### Les fondations
La structure des fondations du théâtre est bien connue grâce aux importants vestiges mis au jour, notamment les fondations des gradins avec quatre murs radiaux de 8,1 mètres de long qui se terminent par de grands piliers de tuf en opus quadratum de 2,4 mètres de large. Les extrémités de ces murs sont reliées par un mur courbe qui correspond peut-être à un couloir annulaire intérieur de 2,2 mètres de large.
Des vestiges de grands blocs de travertin mis au jour sous la Via delle Botteghe Oscure disposés selon trois lignes parallèles indiquent que le théâtre a pu être enclos dans une enceinte rectangulaire,.

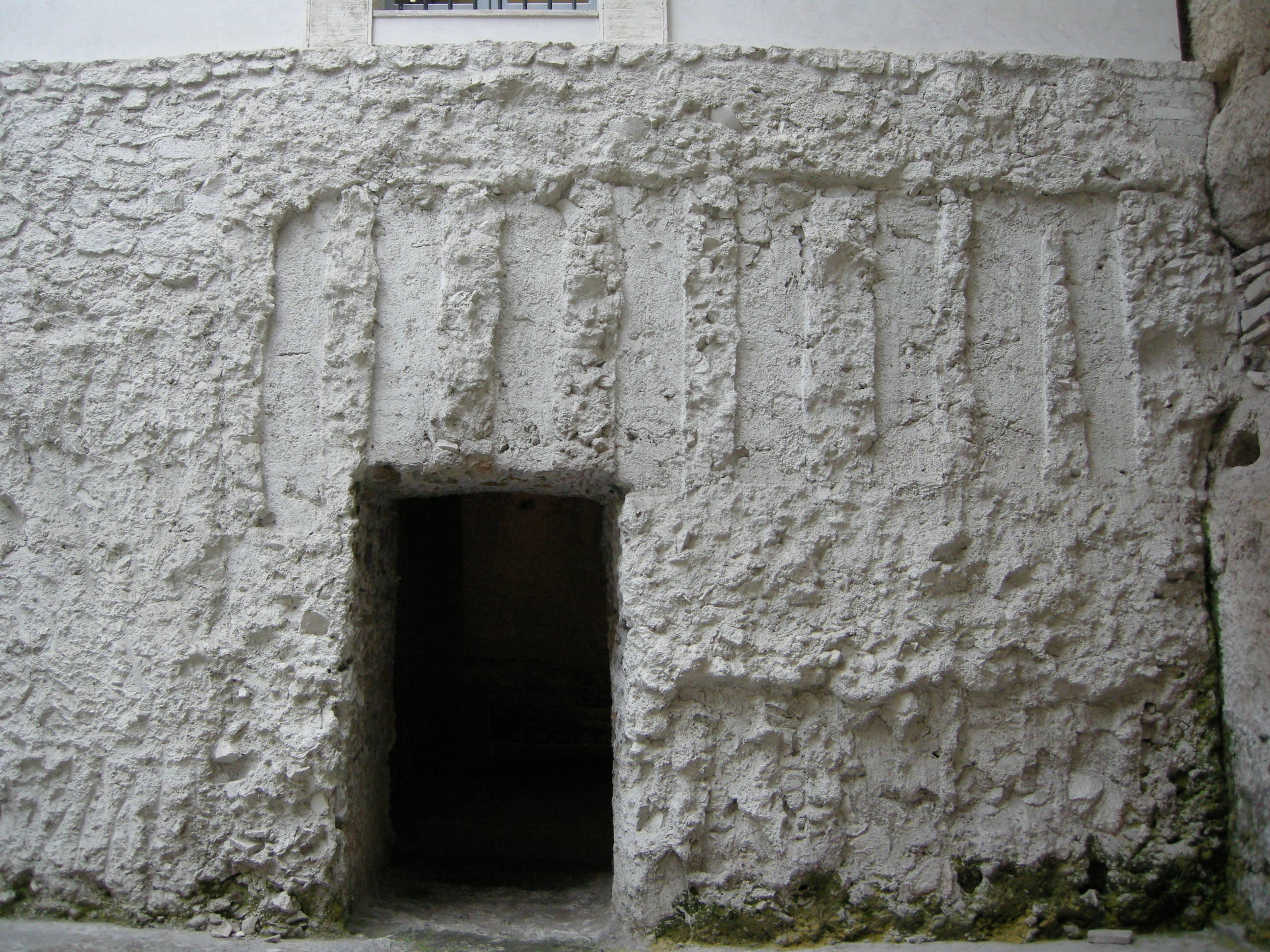
Mur de fondation.
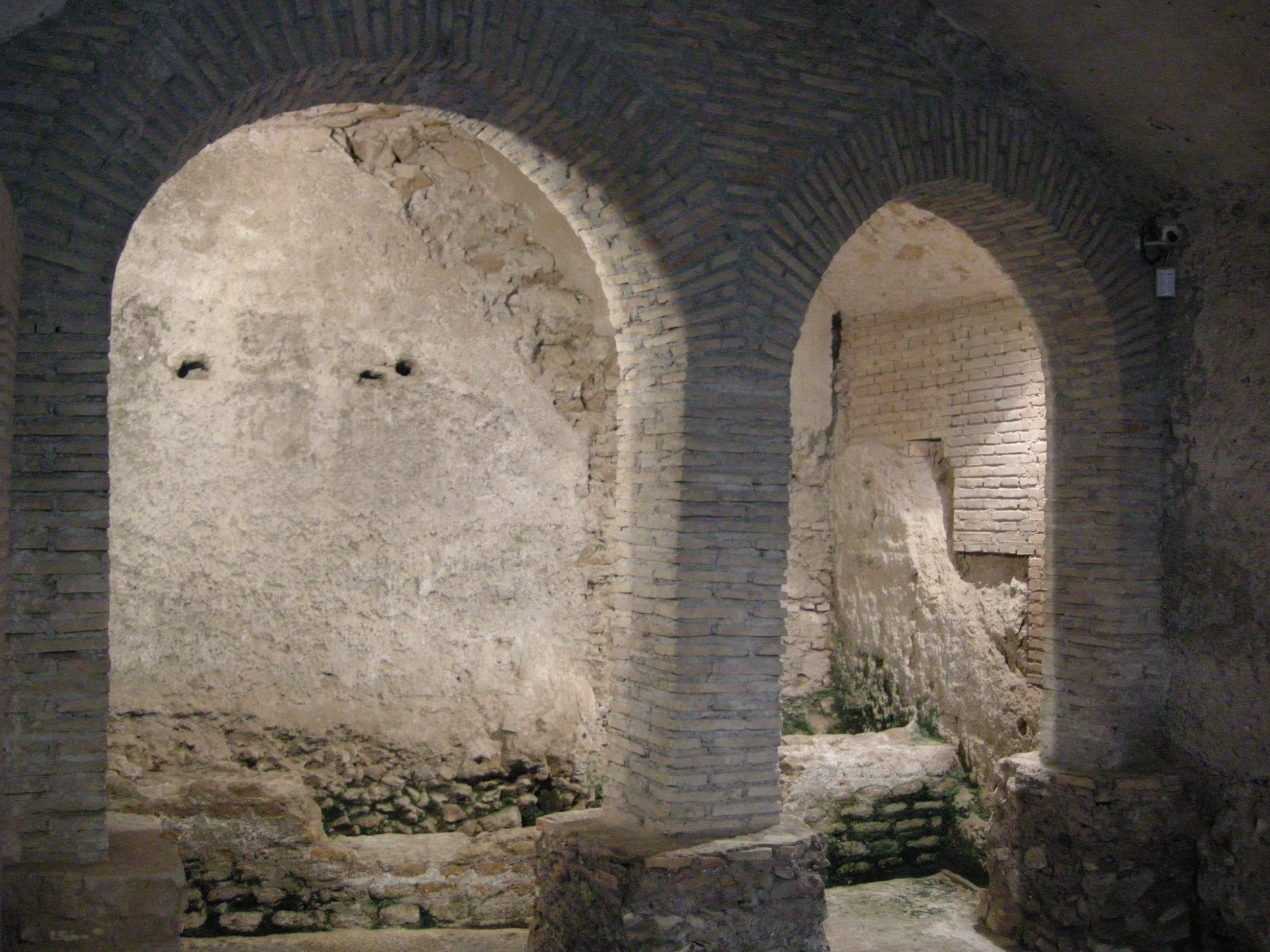
Crypte voûtée.
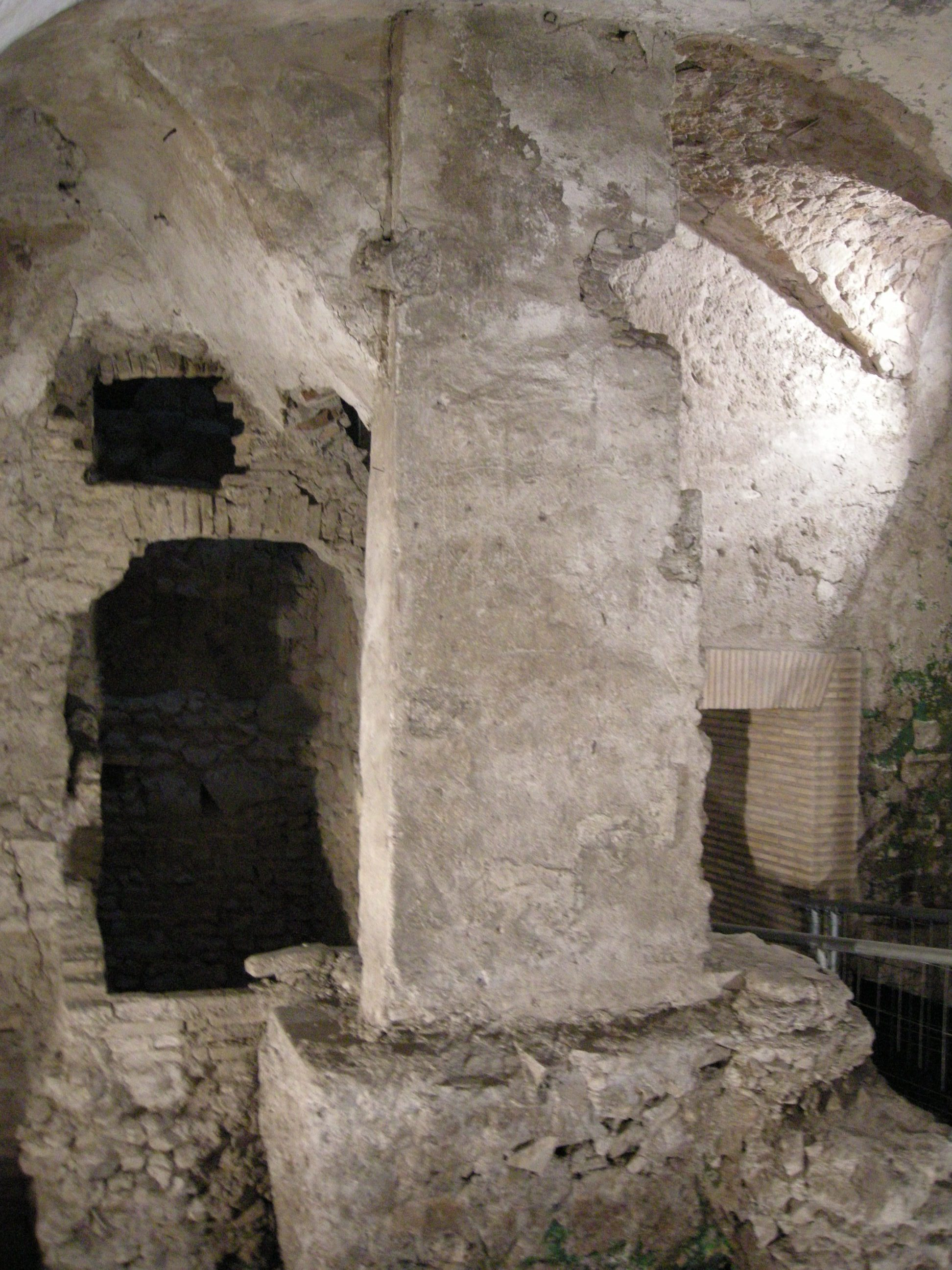
Pilier de la crypte voûtée.

### La décoration
La structure exacte de l'édifice demeure méconnue mais la qualité des matériaux retrouvés et les vestiges des ornements mis au jour laissent penser que le théâtre devait être richement décoré. L'arc permettant d'accéder à l'orchestre depuis le nord est orné de quatre colonnettes en onyx, un matériau précieux qui peut être finement taillé. La disposition du front de scène n'est pas connue et ne fait l'objet que de conjectures.

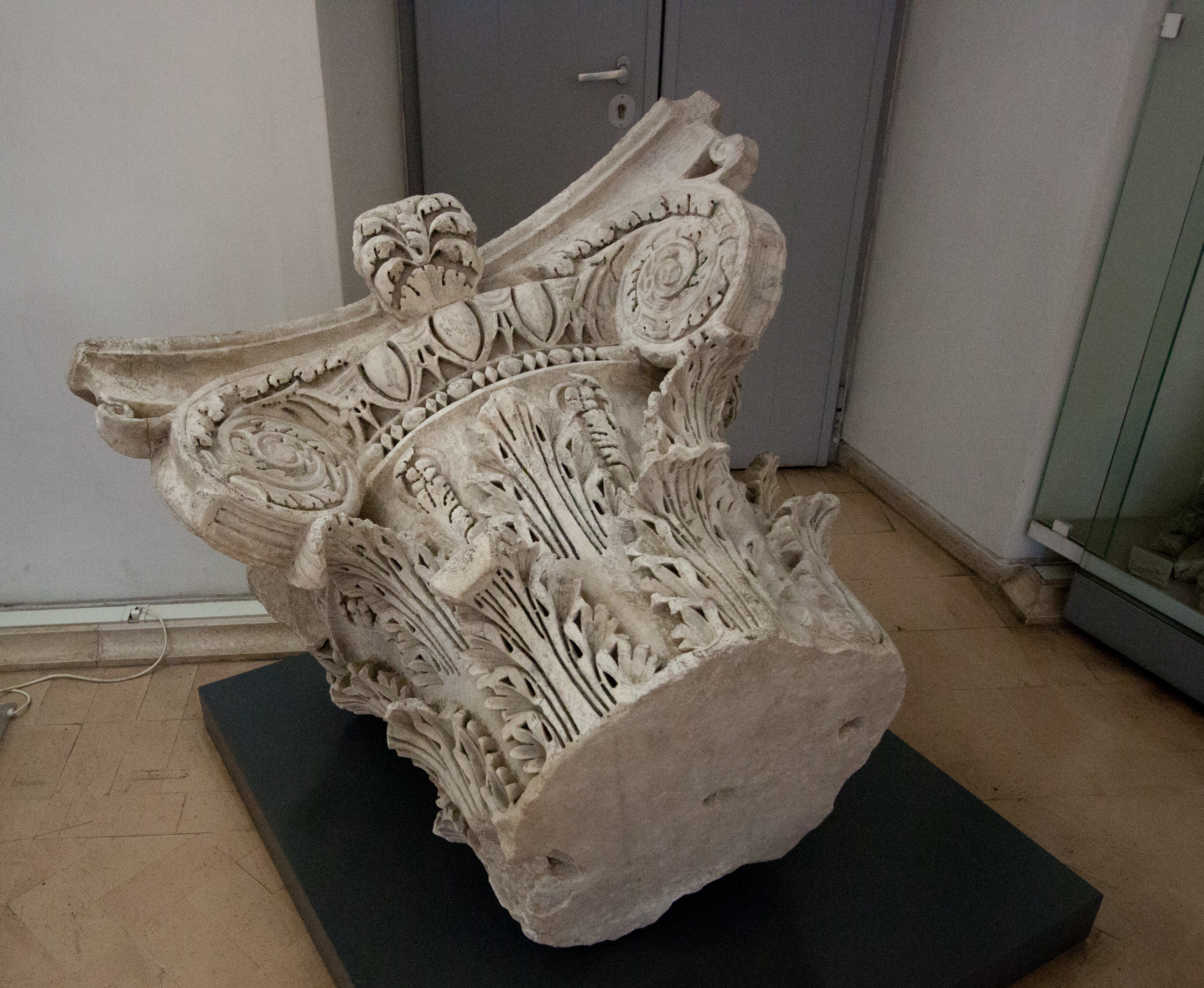
Chapiteau composite.
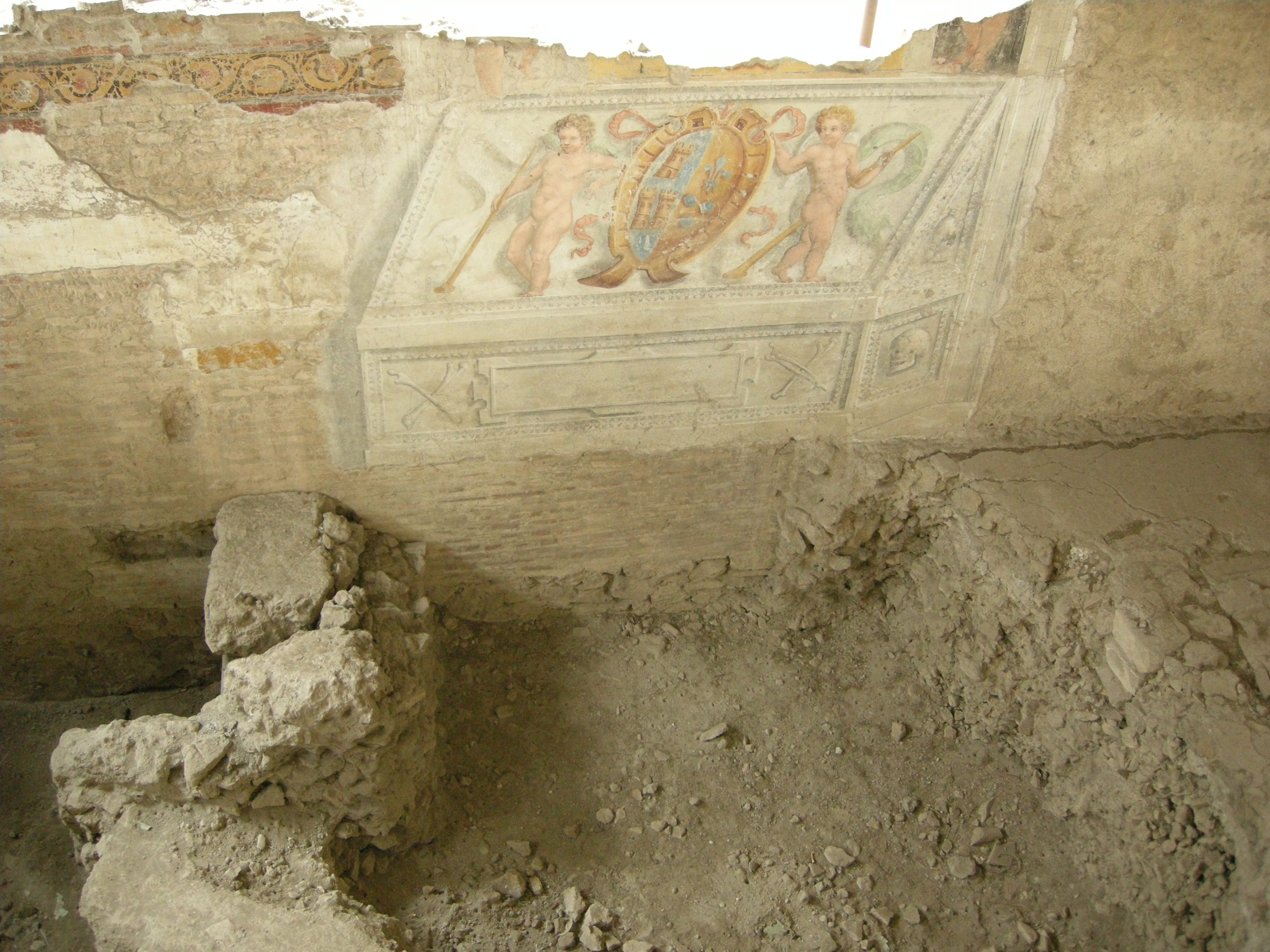
Vestiges d'une fresque.

### Le portique
En arrière du mur de scène se déploie, comme dans l'ensemble monumental de Pompée, un grand portique à quatre ailes (quadriporticus) qui, selon des hypothèses récentes, a pu abriter la préfecture des vigiles urbains. Il prend appui sur une crypte voûtée, la Crypta Balbi. Une section du mur septentrional de la crypte, constituée de blocs de tuf et de travertin en opus quadratum et épaisse de 1,5 mètre, a été découverte sous la voirie moderne. Elle est creusée d'une série de niches rectangulaires sur sa face intérieure de 1,9 mètre de large et 0,89 mètre de profondeur. L'autre côté du mur, qui donne sur l'extérieur de l'édifice, contient une autre série de niches plus grandes, de 3,6 mètres de large environ. Elles sont comblées avec des briques lors de la restauration de Domitien.
Au centre de l'espace enclos par le portique, on peut voir sur un fragment de la Forma Urbis une structure rectangulaire. Il peut s'agir d'un petit temple qui n'excèderait pas les 10 mètres de large, peut-être un temple dédié à Vulcain, ou d'un grand bassin ornemental.

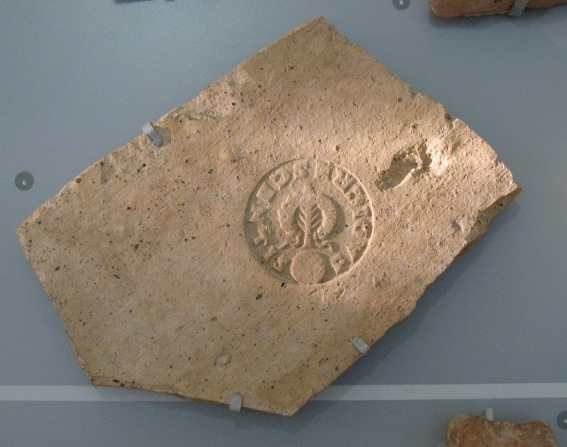
Brique du toit du portique, estampillée avec la marque du fabricant[a 8].
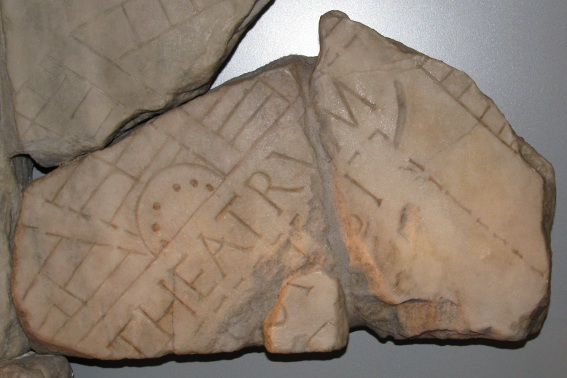
Fragments de la Forma Urbis, montrant l'exèdre et la structure rectangulaire au centre du cryptoportique.
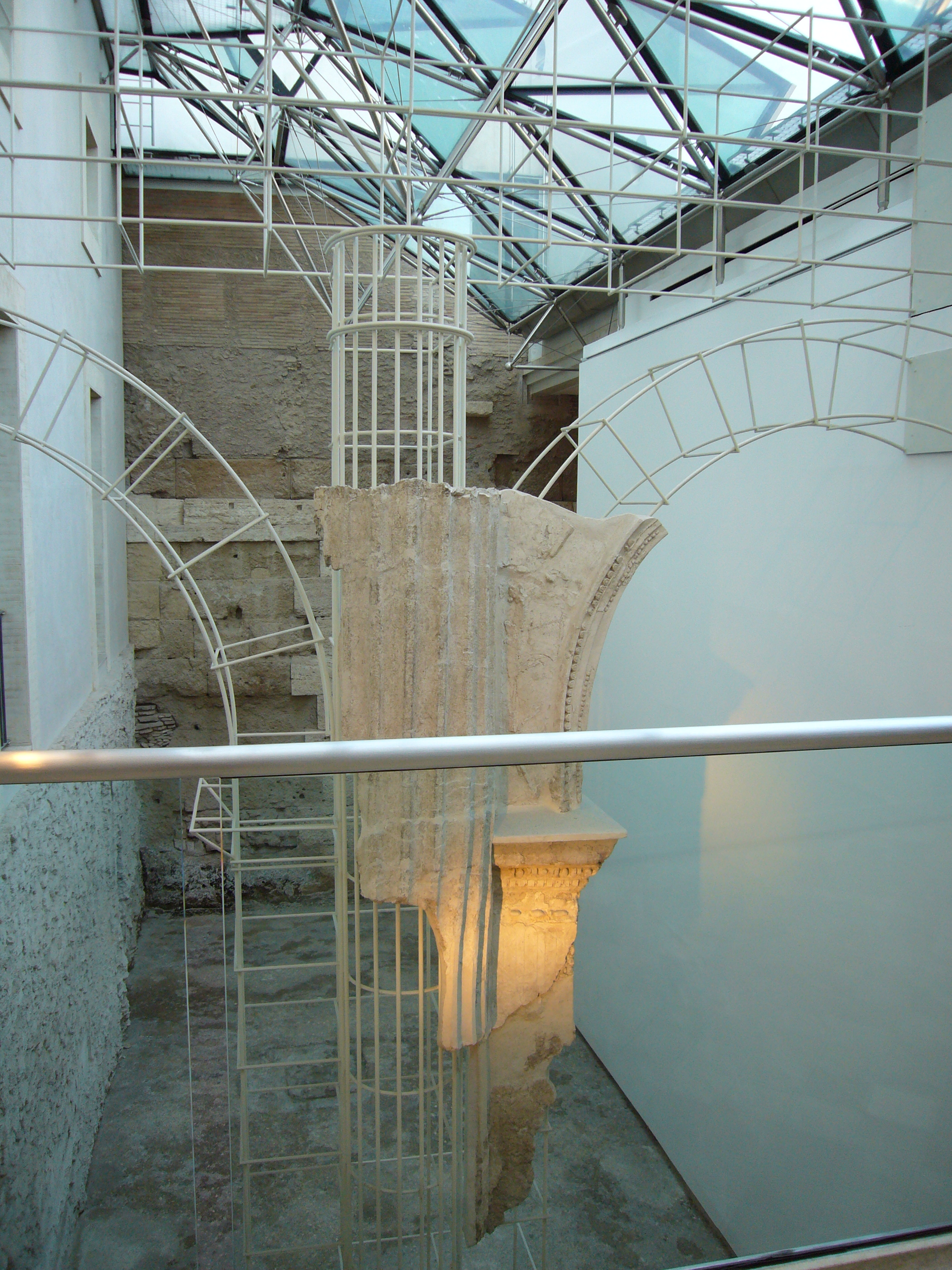
Vestiges des arcades du portique.

Au milieu et à l'extérieur du mur oriental est placée une grande exèdre de 24 mètres de large qui se projette en dehors du tracé du quadriportique, visible sur la Forma Urbis. La structure est soutenue par six piliers.

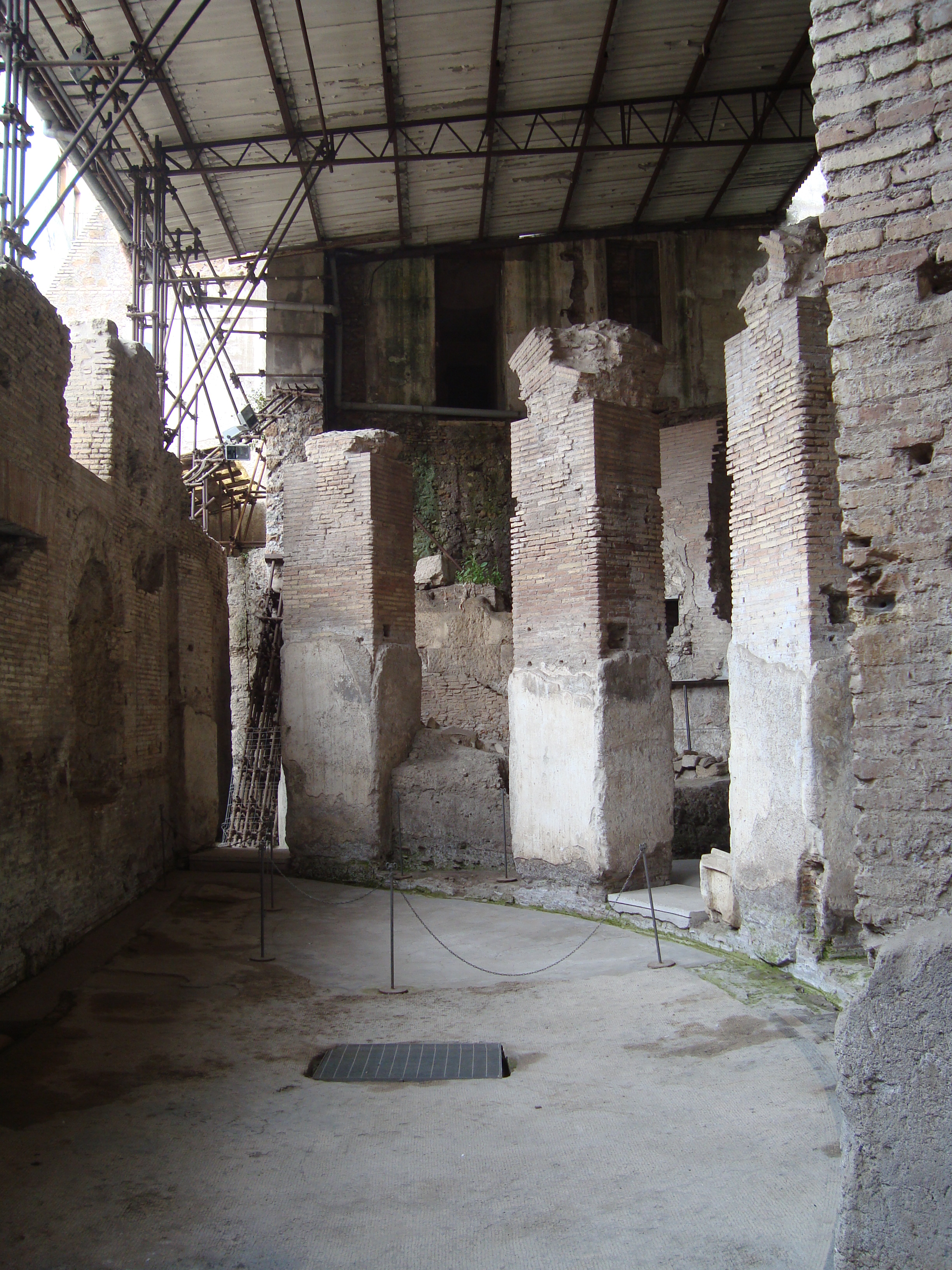
Piliers de l'exèdre.
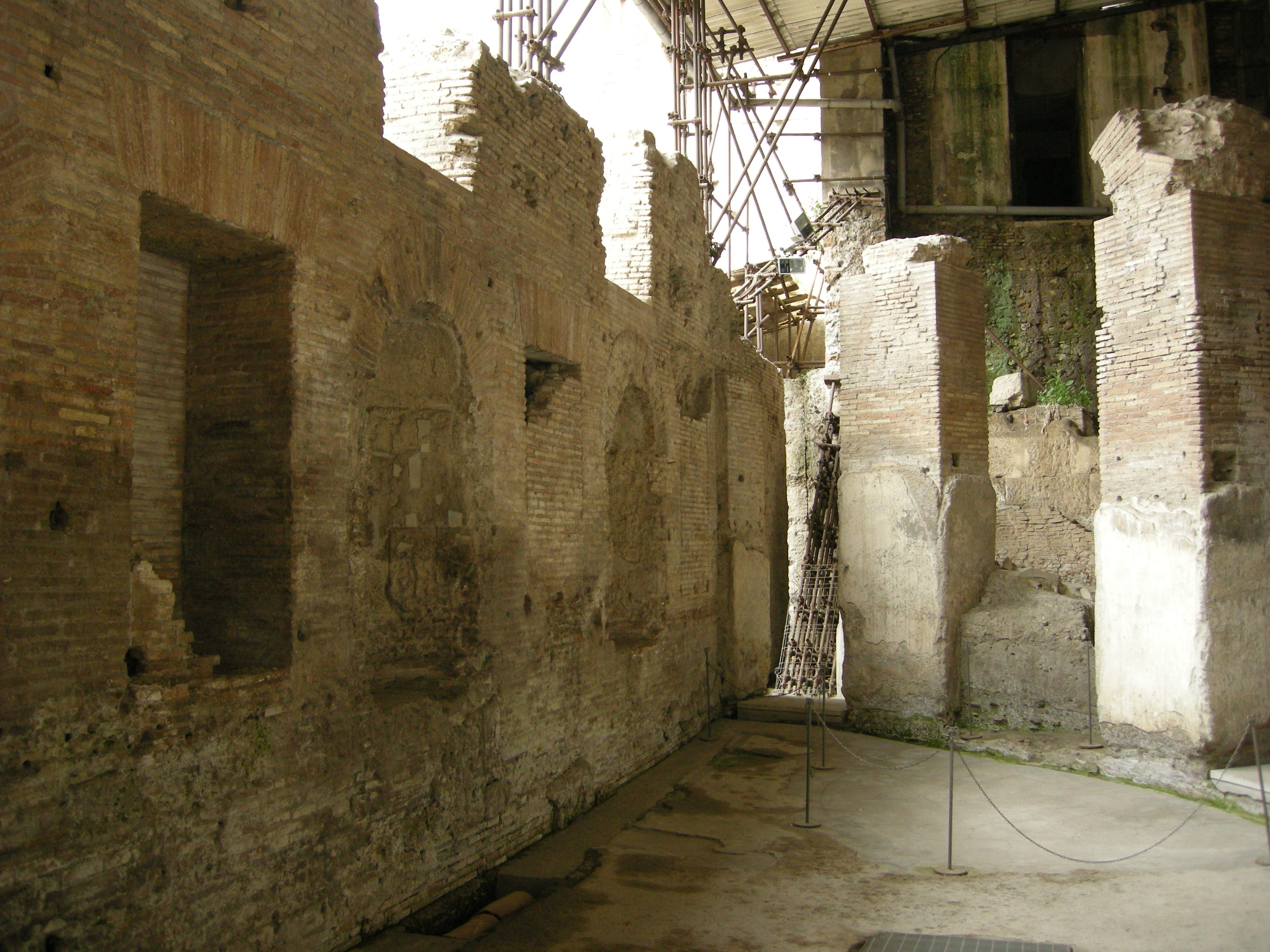
Mur de l'exèdre donnant sur le portique, creusé d'ouvertures et de niches.
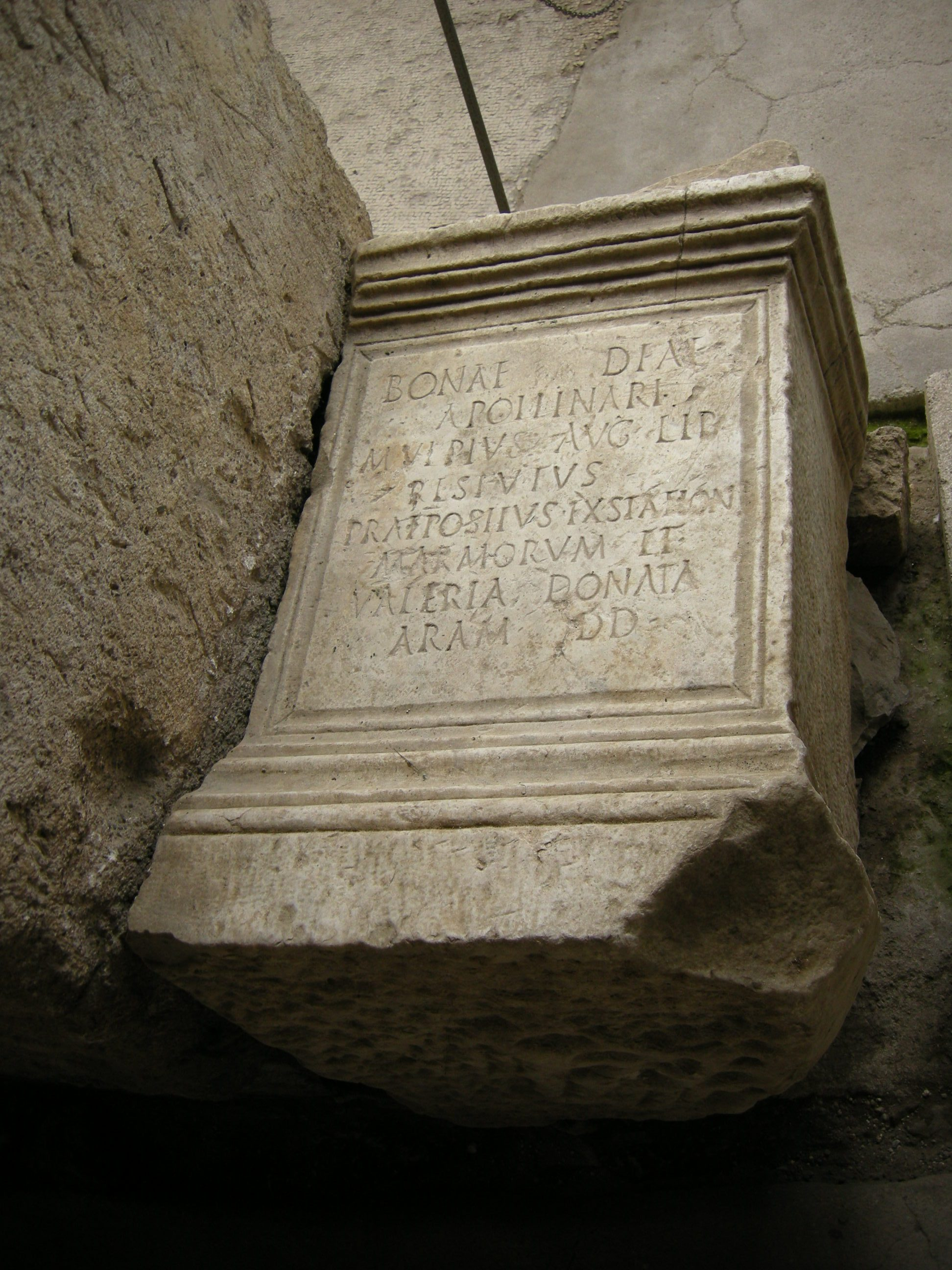
Inscription retrouvée dans l'exèdre.

### Ouvrages généraux
- Filippo Coarelli (trad. de l'italien), Guide archéologique de Rome, Paris, Hachette, 1991, 349 p. (ISBN 2-01-235428-9), p. 199-200
- (en) Samuel Ball Platner et Thomas Ashby, A topographical dictionary of Ancient Rome, Londres, Oxford University Press, 1929, 608 p.
- (it) Andrea Carandini, La Roma di Augusto in 100 monumenti, Utet Libri, 2015
- (en) Filippo Coarelli, Rome and environs : an archaeological guide, University of California Press, 2007, 555 p. (ISBN 978-0-520-07961-8, lire en ligne)
- (en) Frank Sear, Roman theatres : an architectural study, Oxford, Oxford University Press, coll. « Oxford monographs on classical archaeology », 2006, 609 p. (ISBN 978-0-19-814469-4, lire en ligne)

### Ouvrages sur le théâtre
- Eva Margareta Steinby (dir.), Lexicon Topographicum Urbis Romae : Volume Primo a Sesto, Rome, Edizioni Quasar, 1993-2000
  - (it) D. Manacorda, « Theatrum Balbi », dans LTUR, vol. 5, 1999, p. 30-31
  - (it) D. Manacorda, « Crypta Balbi », dans LTUR, vol. 1, 1993, p. 326-329
- (it) Guglielmo Gatti, « Dove erano situati il teatro di Balbo e il circo Flaminio ? », Capitolium, vol. XXXV, no 7,‎ 1960
- (it) Giuseppe Marchetti Longhi, « Theatrum et Crypta Balbi. Turris Pertundata e Balneum de Cintiis (Topografia antica e medievale di Roma) », Rendiconti della Pontificia accademia romana di archeologia, no 16,‎ 1940, p. 225-307.
- (it) Giuseppe Marchetti Longhi, « Nuovi aspetti della topografia dell'antico. Campo Marzio di Roma : Circo Flaminio o Teatro di Balbo ? », Mélanges d'archéologie et d'histoire, t. 82,‎ 1970, p. 117-186 (lire en ligne).
- (it) Guglielmo Gatti, « Il teatro e la crypta di Balbo in Roma », Mélanges de l'École française de Rome. Antiquité, t. 91, no 1,‎ 1979, p. 237-313
- (it) D. Manacorda, Archeologia urbana a Roma : il progetto della Crypta Balbi, Florence, 1982, p. 14-21
- (it) Matilde Cante, « La cosiddetta "Crypta" del teatro di Balbo : tipologia e struttura architettonica », Palladio Rivista di Storia dell'Architettura e Restauro, no 33,‎ 2004, p. 5-28